# Ga Suwon
Ga Suwon (Tiếng Hàn: 수원역, Hanja: 水原驛) là ga đường sắt trên Tuyến Gyeongbu, Tuyến Bundang và Tuyến Suin ở Maesan-ro 1-ga, Paldal-gu, Suwon-si, Gyeonggi-do, Hàn Quốc. Đối với tàu điện ngầm, Tàu điện ngầm vùng thủ đô Seoul tuyến 1 hoạt động trên Tuyến Gyeongbu và Tuyến Suin–Bundang hoạt động trên Tuyến Bundang và Tuyến Suin. Nhà ga được tái phát triển hoàn toàn vào năm 2002 và 2003, và hiện được tích hợp với Trung tâm mua sắm Aekyung (AK Plaza). Ga này phục vụ đường sắt liên thành phố bởi Tuyến Gyeongbu KTX, ITX-Saemaeul và Mugunghwa-ho; Tuyến số 1, Tuyến Suin–Bundang của Tàu điện ngầm Seoul. Và nhà ga này là một trung tâm quan trọng ở phía nam tỉnh Gyeonggi-do.

## Lịch sử
Ga Suwon khai trương vào ngày 1 tháng 1 năm 1905. Vào ngày 1 tháng 12 năm 1930, tuyến Suryeo khổ hẹp từ Suwon đến Yeoju được khai trương. Vào ngày 6 tháng 8 năm 1937, Tuyến Suin từ Suwon đến Incheon bắt đầu hoạt động. Hơn ba thập kỷ sau, vào ngày 1 tháng 4 năm 1972, Tuyến Suryeo đóng cửa, mặc dù hai năm sau, vào ngày 31 tháng 12 năm 1975, Tàu điện ngầm Seoul bắt đầu hoạt động đến Suwon. Tuyến Suin và các dịch vụ khổ hẹp đều bị chấm dứt vào ngày 1 tháng 1 năm 1996.

## Bố trí ga

### Trên mặt đất (Tàu thường Tuyến Gyeongbu·Tàu điện ngầm vùng thủ đô Seoul tuyến 1)
| ↑ Hwaseo | ↑ Hwaseo | ↑ Hwaseo | ↑ Anyang | ↑ Anyang | ↑ Anyang | ↑ Anyang | ↑ Anyang | ↑ Anyang | Hwaseo ↓ | Hwaseo ↓ | Hwaseo ↓ |
|          | ９８     |          |          | ７６     |          |          | ５４     |          |          | ３２     |          |
| ↑ Seryu  | ↑ Seryu  | ↑ Seryu  | Osan ↓   | Osan ↓   | Osan ↓   | Osan ↓   | Osan ↓   | Osan ↓   | Seryu ↓  | Seryu ↓  | Seryu ↓  |

| 2~3 | ●Tuyến 1                                                                                       | Địa phương·Tốc hành A·Tốc hành B                                   | → Hướng đi Seodongtan · Cheonan · Sinchang →  |
| 4~5 | Tuyến Gyeongbu                                                                                 | KTX ITX-Saemaeul·ITX-Maum Mugunghwa-ho                             | → Hướng đi Daejeon · Busan · Sinhaeundae →    |
| 4~5 | Tuyến Gyeongjeon                                                                               | ITX-Saemaeul                                                       | → Hướng đi Dongdaegu · Masan · Jinju →        |
| 4~5 | Tuyến Honam                                                                                    | ITX-Saemaeul·ITX-Maum Mugunghwa-ho                                 | → Hướng đi Seodaejeon · Gwangju · Mokpo →     |
| 4~5 | Tuyến Jeolla                                                                                   | ITX-Saemaeul·ITX-Maum Mugunghwa-ho·S-Train                         | → Hướng đi Seodaejeon · Jeonju · Yeosu →      |
| 4~5 | Tuyến Janghang                                                                                 | Saemaeul-ho·Mugunghwa-ho G-Train                                   | → Hướng đi Asan · Hongseong · Iksan →         |
| 4~5 | Tuyến Chungbuk                                                                                 | Mugunghwa-ho                                                       | → Hướng đi Cheongju · Chungju · Jecheon →     |
| 6~7 | Tuyến Gyeongbu · Tuyến Gyeongjeon · Tuyến Honam Tuyến Jeolla · Tuyến Janghang · Tuyến Chungbuk | KTX ITX-Saemaeul·ITX-Maum Saemaeul-ho·Mugunghwa-ho G-Train·S-Train | ← Hướng đi Yeongdeungpo · Yongsan · Seoul     |
| 8~9 | ●Tuyến 1                                                                                       | Địa phương·Tốc hành A·Tốc hành B                                   | ← Hướng đi Guro · Yongsan · Đại học Kwangwoon |

| Tuyến và hướng                                         | Chuyển tuyến nhanh |
| ------------------------------------------------------ | ------------------ |
| Tuyến 1 (Hướng Đại học Kwangwoon) → Tuyến Suin–Bundang | 8-2                |
| Tuyến 1 (Hướng Sinchang) → Tuyến Suin–Bundang          | 1-3, 6-1           |

### Sân ga Tuyến Suin–Bundang
| ↑ Maegyo |
| \| １    |
| Gosaek ↓ |

| 1 | ●Tuyến Suin–Bundang | → Hướng đi Oido · Incheon →          | → Hướng đi Oido · Incheon →          |
| 2 | ●Tuyến Suin–Bundang | ← Hướng đi Wangsimni · Cheongnyangni | ← Hướng đi Wangsimni · Cheongnyangni |

| Tuyến và hướng                                     | Chuyển tuyến nhanh |
| -------------------------------------------------- | ------------------ |
| Tuyến Suin–Bundang (Hướng Cheongnyangni) → Tuyến 1 | 5-2                |
| Tuyến Suin–Bundang (Hướng Incheon) → Tuyến 1       | 4-2                |

## Tòa nhà
Ga Suwon nằm chung tòa nhà với AK Plaza. Bản thân nhà ga nằm trên mặt đất (đối với tất cả các dịch vụ) và dưới lòng đất (chỉ dành cho dịch vụ tàu điện ngầm). Có rất nhiều cửa hàng và nhà hàng nằm trong nhà ga và bên ngoài nhà ga. Ngoài ra, còn có Lotte Department Store sau nhà ga. Trung tâm thương mại bao gồm một trung tâm mua sắm và rạp chiếu phim Lotte Cinema.

## Xung quanh nhà ga
| Lối ra \| 나가는 곳 \| Exit \| 出口 | Lối ra \| 나가는 곳 \| Exit \| 出口      | Lối ra \| 나가는 곳 \| Exit \| 出口                                         | Lối ra \| 나가는 곳 \| Exit \| 出口 |
| Lối ra                              | Tuyến                                    | Vị trí liên kết                                                             | Ghi chú |
| ----------------------------------- | ---------------------------------------- | --------------------------------------------------------------------------- | --- |
| 1                                   | Ga mặt đất                               | Hướng khu vực đón taxi, quảng trường ga Suwon                               | Nó nằm ở tầng 2 trên mặt đất, cùng hướng với lối ra số 5 và 6 của Tuyến 1. Để ra khỏi lối ra này của Tuyến Suin–Bundang, phải đi qua sân ga 1. |
| 2                                   | Ga mặt đất                               | Hướng Trường tiểu học Seopyeong, Lotte Mall                                 | Lotte Mall sẽ ở gần Lối ra 3 hơn nếu có cầu vượt nối vào, nhưng tại thời điểm này, Lối ra 2 gần hơn.                                           |
| 3                                   | Ga mặt đất                               | Hướng Pyeong-dong, Lotte Mall                                               | Lotte Mall sẽ ở gần Lối ra 3 hơn nếu có cầu vượt nối vào, nhưng tại thời điểm này, Lối ra 2 gần hơn.                                           |
| 4                                   | Ga tàu điện ngầm (Tuyến số 1)            | Hướng Trung tâm trung chuyển ga Suwon trạm Bukjeon (Ga Suwon.Novotel Suwon) | |
| 5                                   | Ga tàu điện ngầm (Tuyến số 1)            | Khu vực đón taxi                                                            | Đây là lối ra ga tàu điện ngầm, lối ra chỉ dành cho thang máy với hai thang máy.                                                               |
| 6                                   | Ga tàu điện ngầm (Tuyến số 1)            | Hướng khu vực đón taxi, quảng trường ga Suwon                               | Hướng tương tự hướng Seryu của Lối ra 1 Tuyến 1                                                                                                |
| 7                                   | Ga tàu điện ngầm (Tuyến Suin–Bundang)    | Hướng Phố Ga Suwon Rodeo, điểm dừng Ga Suwon.AK Plaza                       | Lắp đặt thang máy, hướng tương tự lối ra trung tâm mua sắm dưới lòng đất số 11                                                                 |
| 8                                   | Ga tàu điện ngầm (Tuyến Suin–Bundang)    | Hướng đi Cục thuế Suwon                                                     | Hướng tương tự lối ra 7 |
| 9                                   | Ga tàu điện ngầm (Tuyến Suin–Bundang)    | Hướng tới chợ Maesan                                                        | Băng qua Maesan-ro từ Lối ra 8 |
| 10                                  | Ga tàu điện ngầm (Tuyến Suin–Bundang)    | Chợ Yeokjeon, Bến xe liên tỉnh                                              | Lắp đặt thang máy |
| 11                                  | Trung tâm mua sắm dưới lòng đất ga Suwon | Hướng Phố Ga Suwon Rodeo                                                    | Lắp đặt thang máy, tương tự như Lối ra số 7 của Tuyến Suin–Bundang. Khi ra khỏi lối ra này, Ga Suwon và điểm dừng AK Plaza ở ngay phía trước.  |
| 12                                  | Trung tâm mua sắm dưới lòng đất ga Suwon | Trung tâm trung chuyển ga Suwon hướng lên, Daiso                            | |
| 13                                  | Trung tâm mua sắm dưới lòng đất ga Suwon | Trung tâm trung chuyển ga Suwon xe limousine sân bay, trạm xe buýt đô thị   | Đối diện Deokyeong-daero từ Lối ra 4 |

## Thư viện

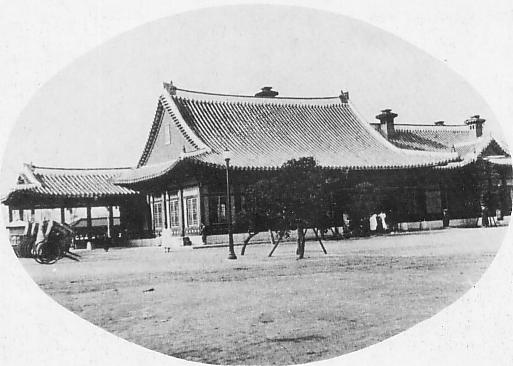
Nhà ga cũ được sử dụng từ năm 1928 cho đến Chiến tranh Triều Tiên
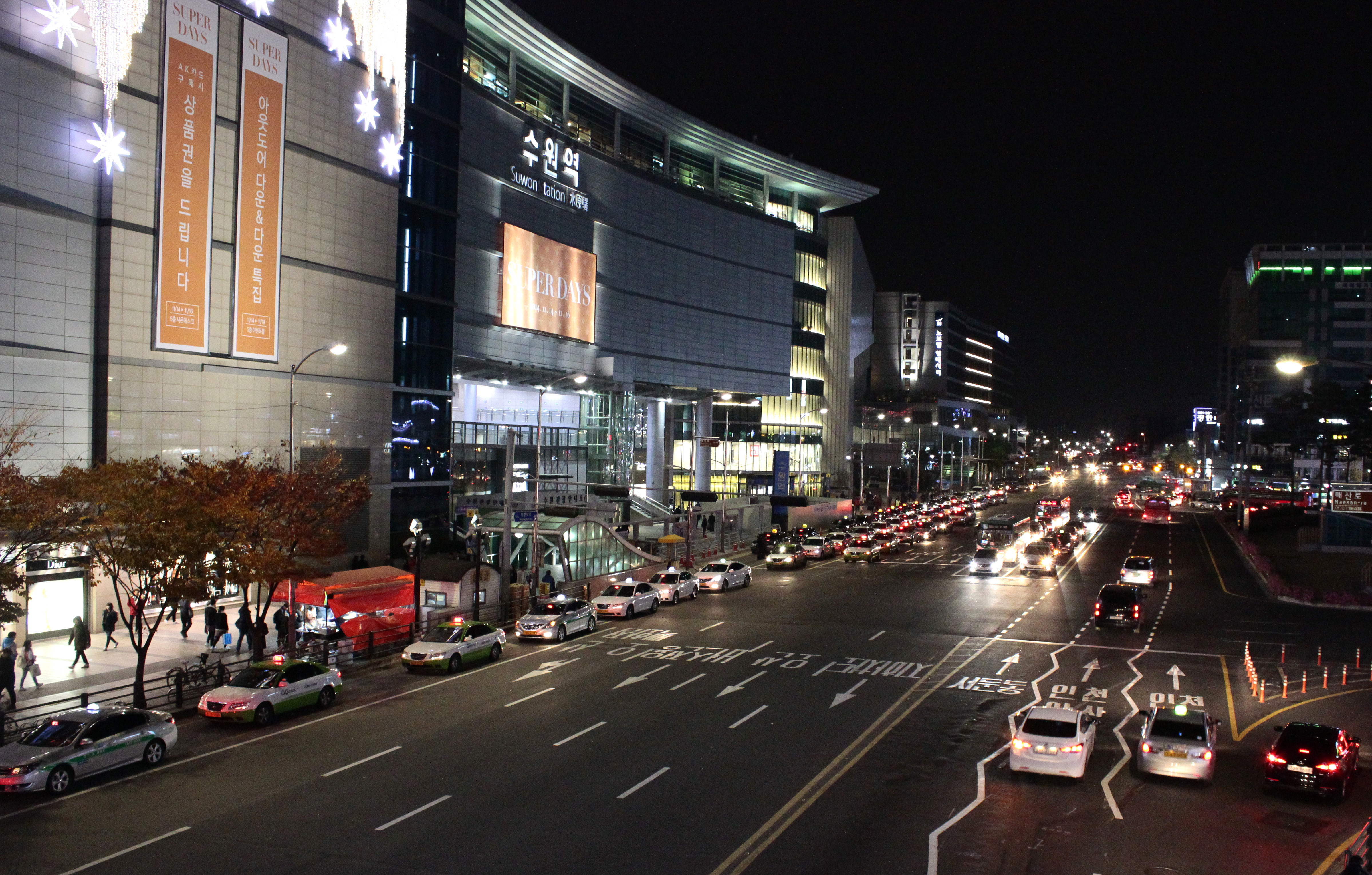
Cảnh nhà ga vào ban đêm
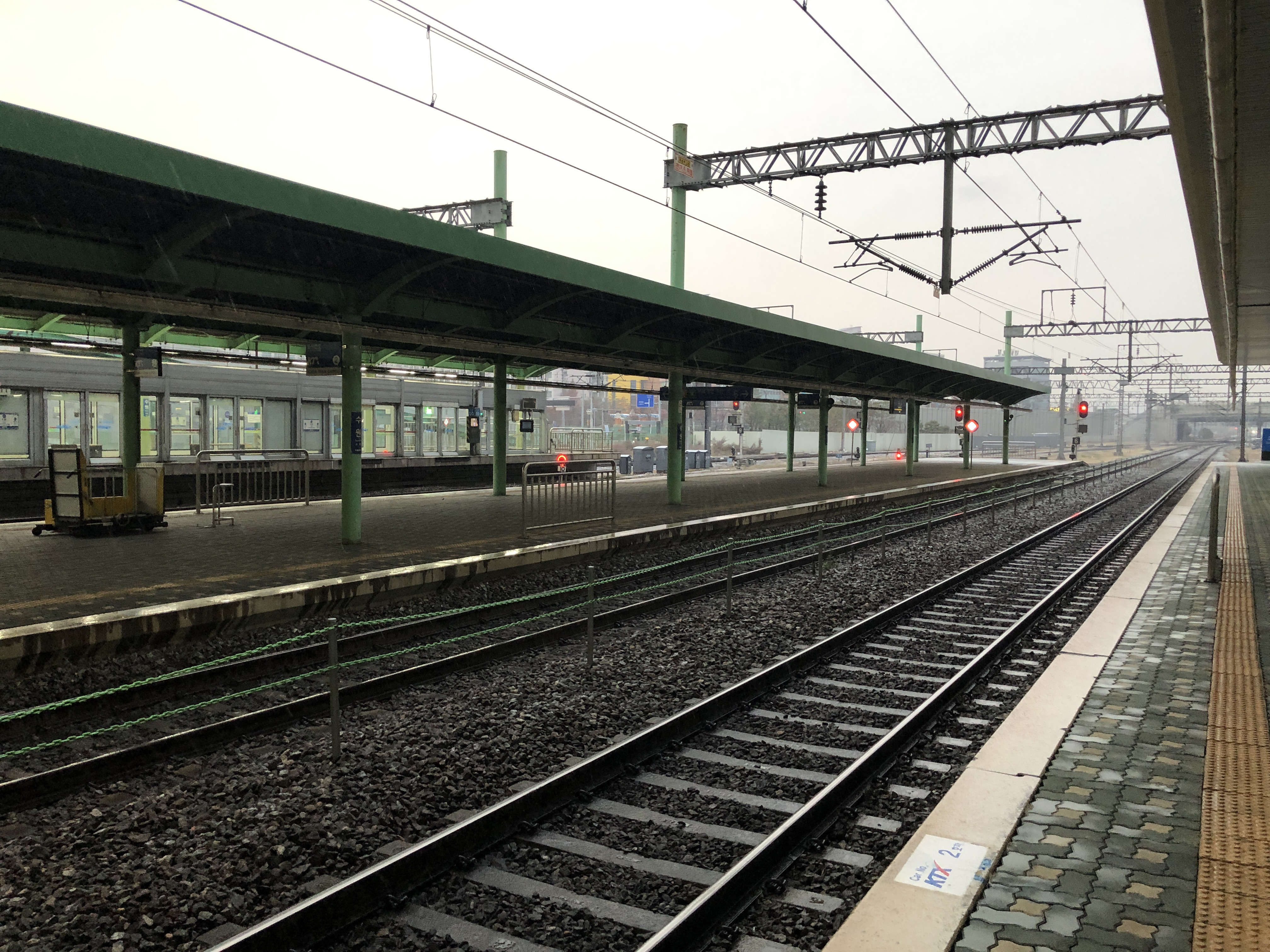
Sân ga chung
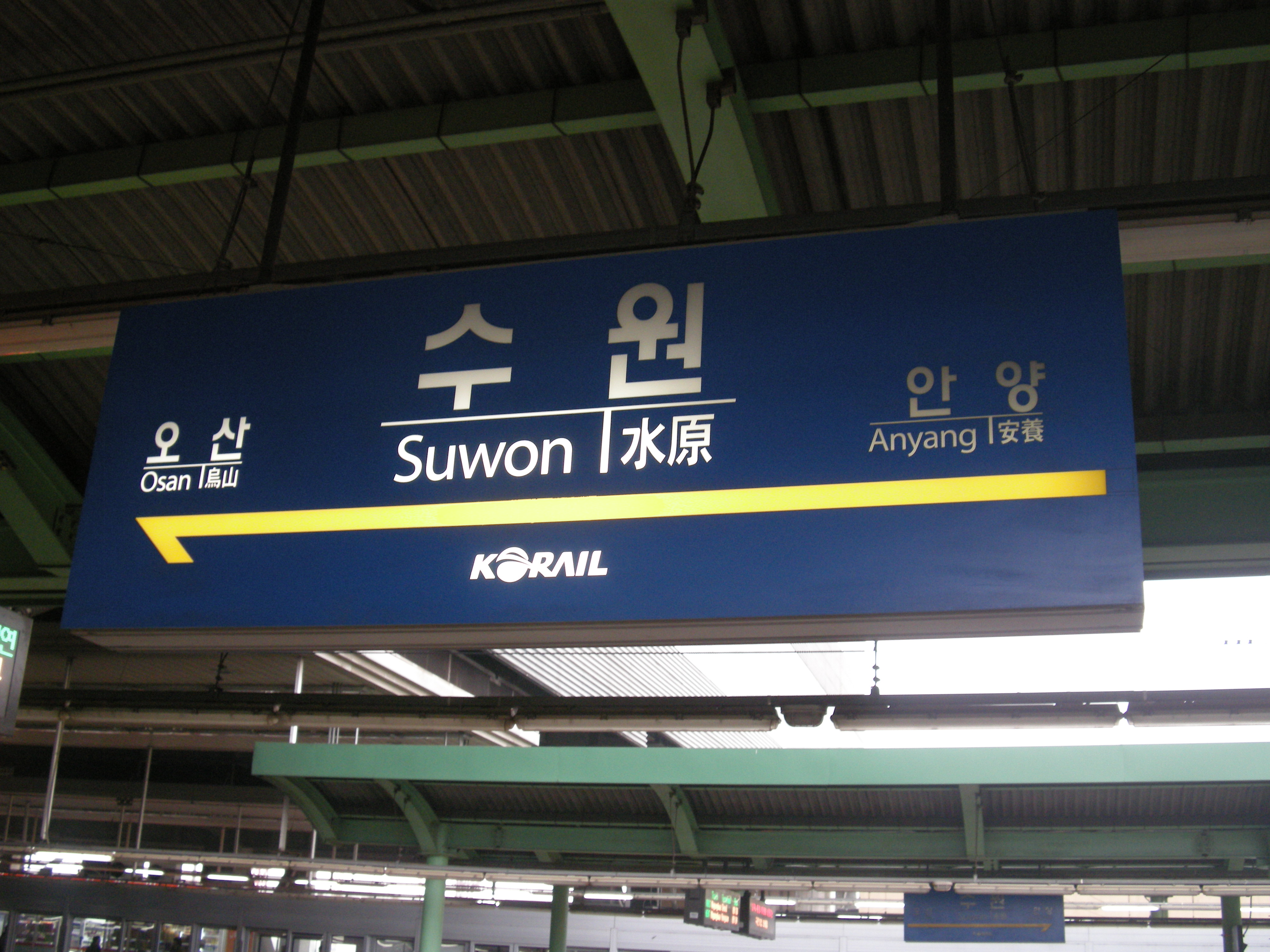
Bảng tên ga tàu thường
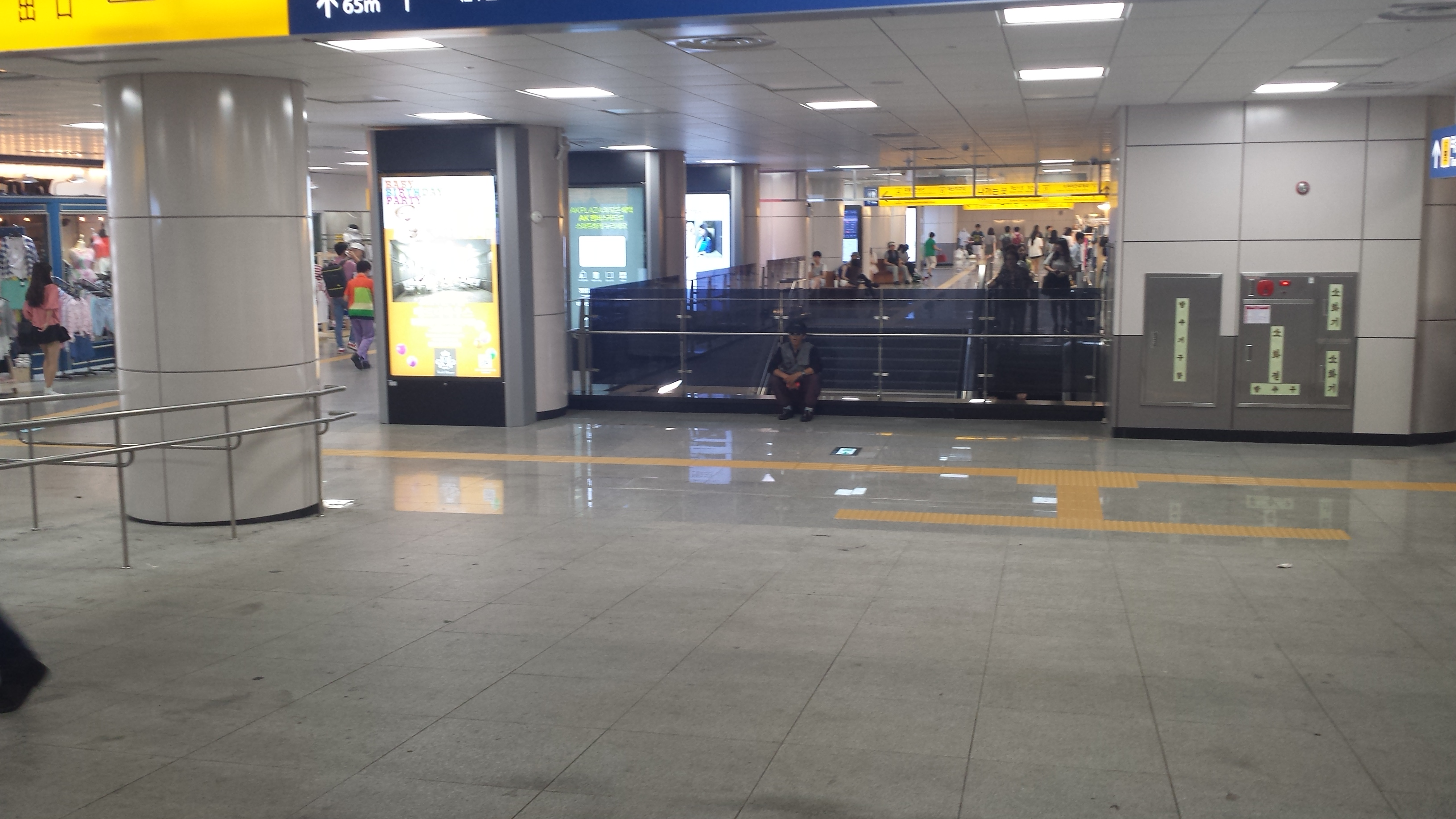
Phòng chờ phía Tây tầng B1 (trước cổng soát vé tuyến 1)
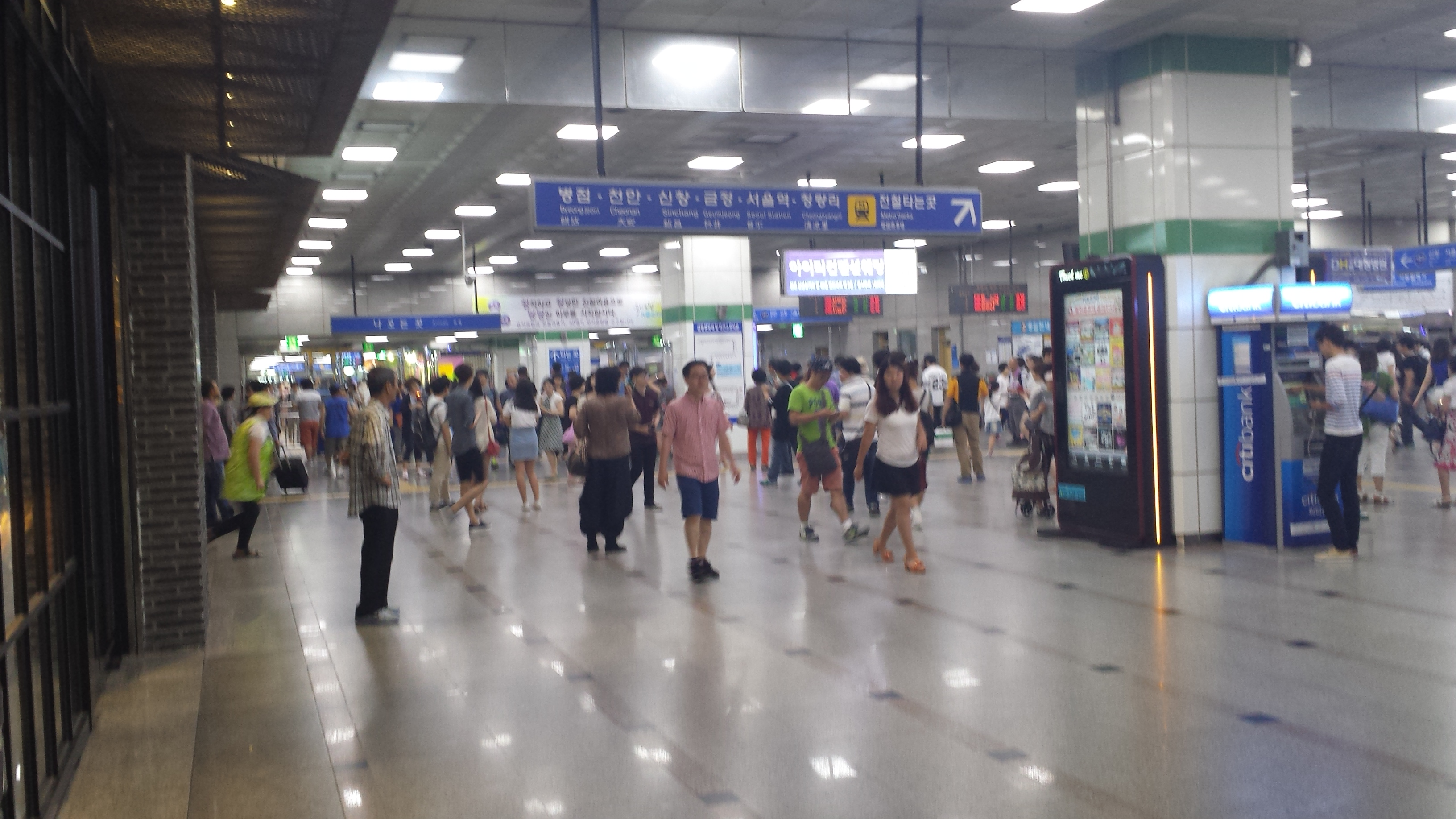
Phần trung tâm của phòng chờ ở tầng hầm (gần lối ra số 6)
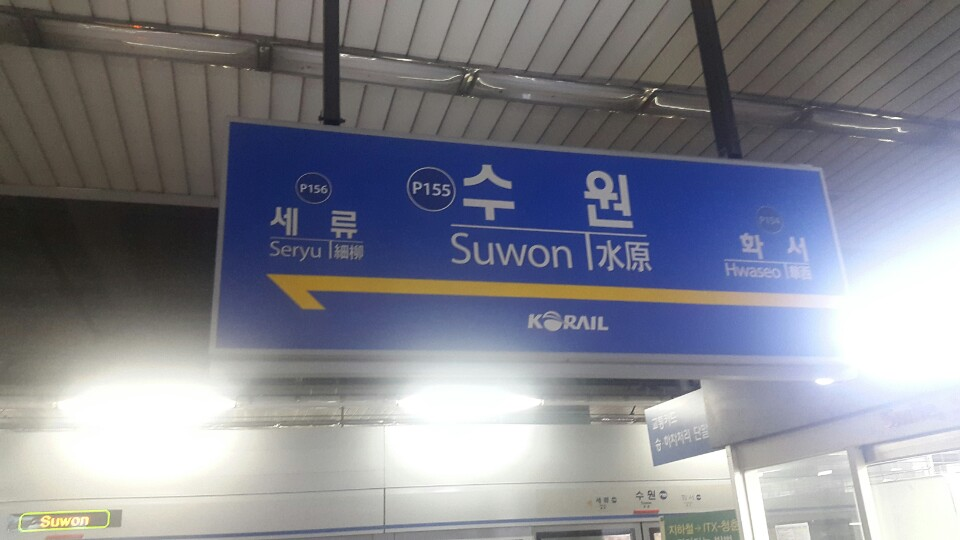
Bảng tên ga tuyến 1 (hướng Sinchang)
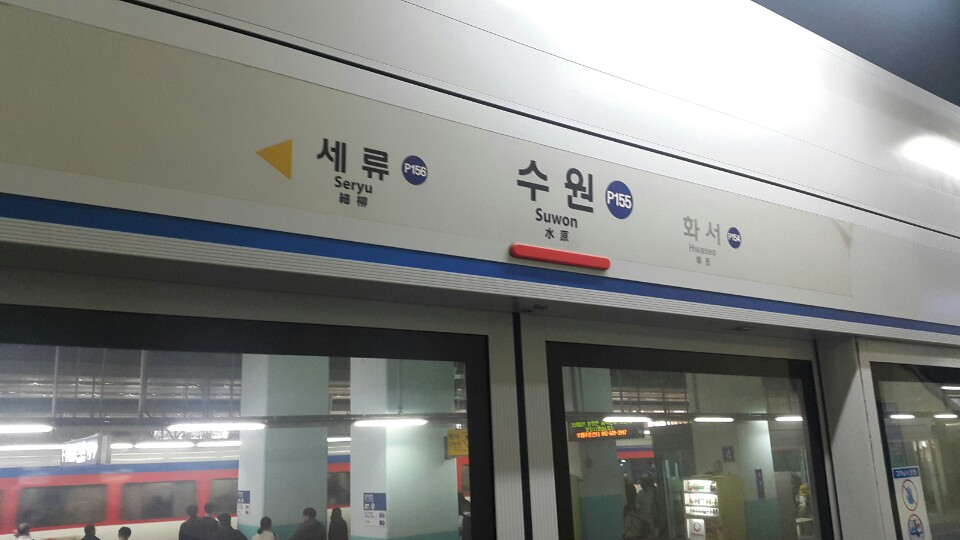
Cửa chắn ga Suwon (hướng Sinchang)
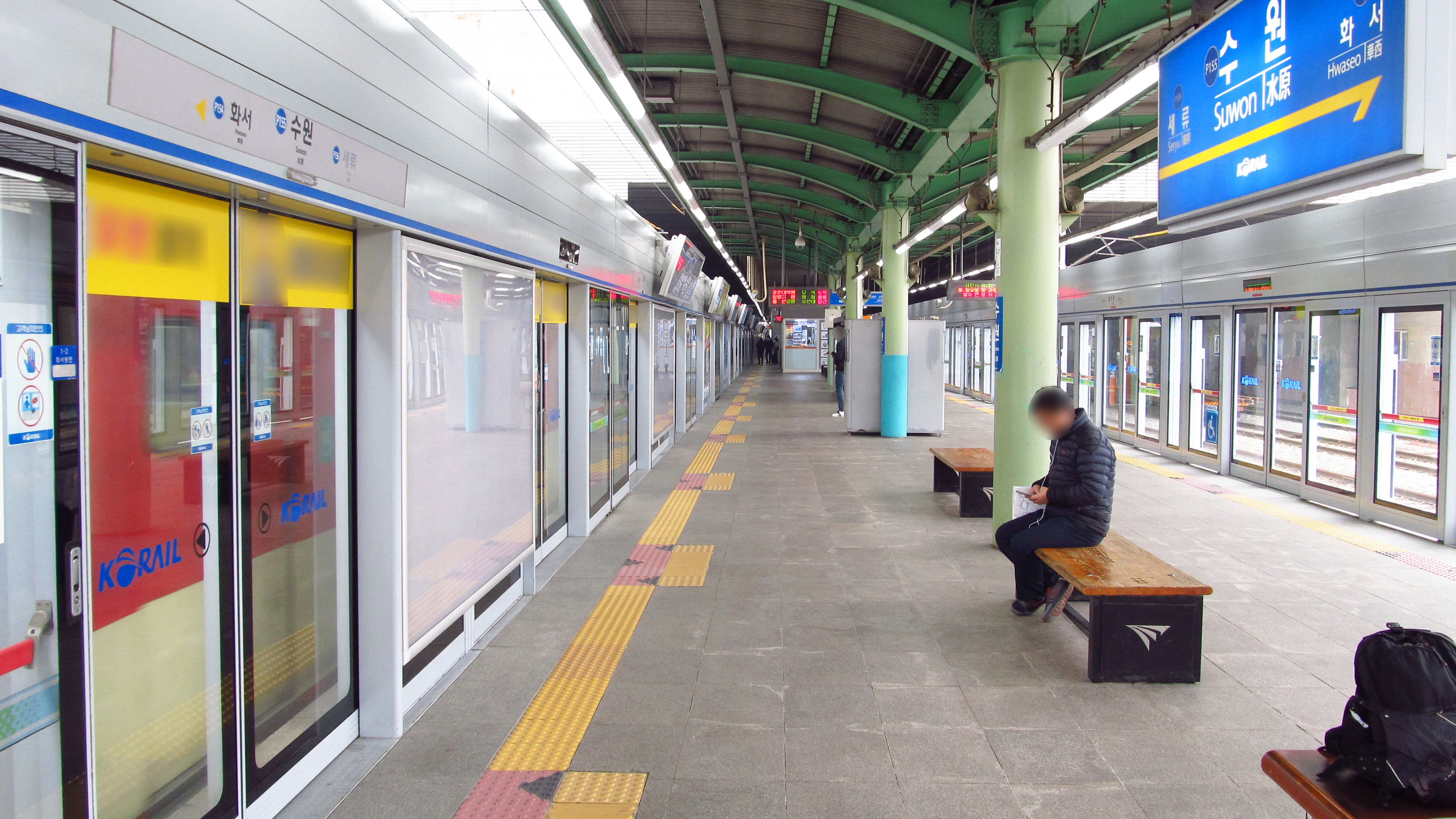
Sân ga Suwon tuyến 1
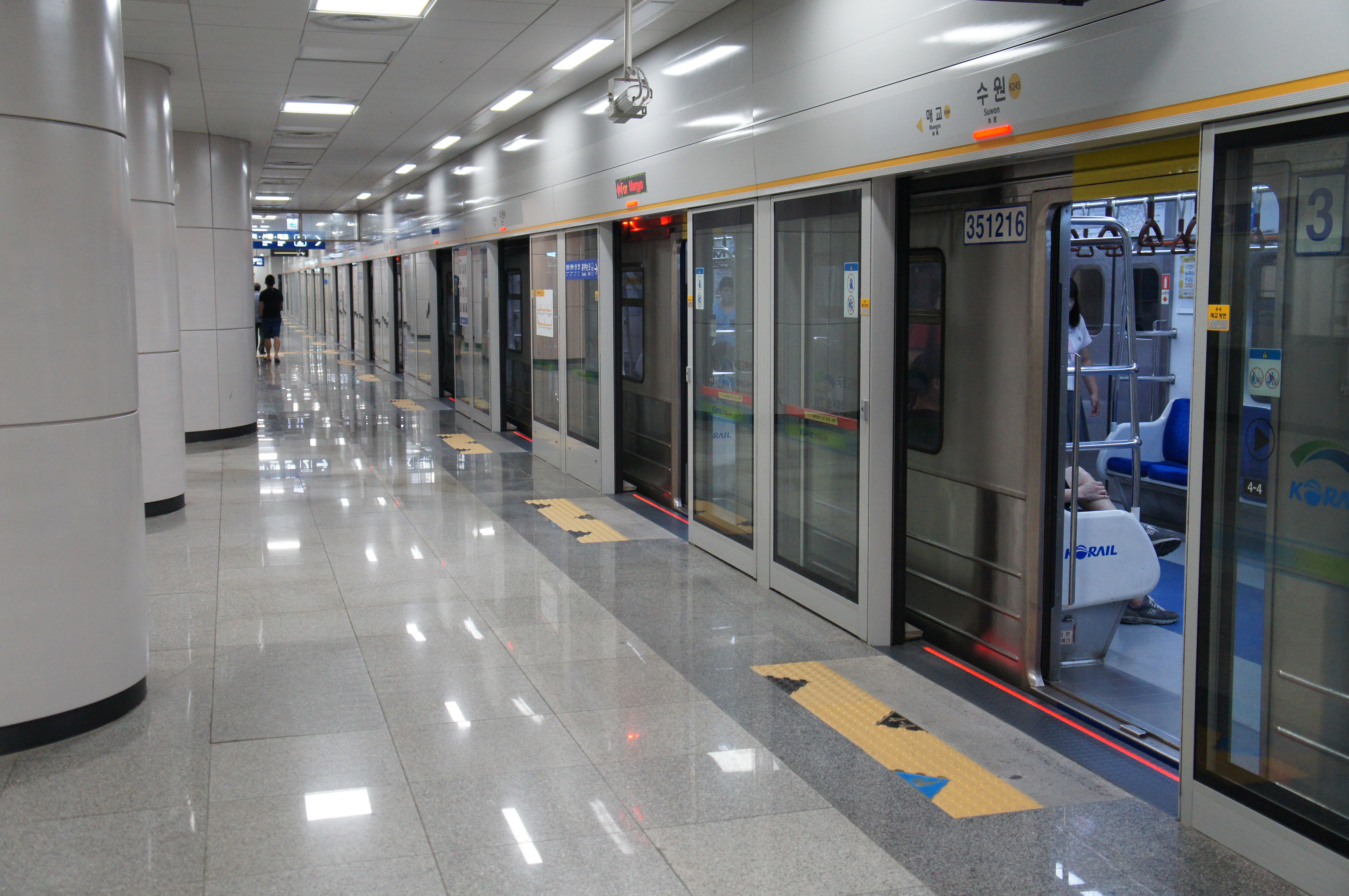
Sân ga tuyến Suin·Bundang (hướng Cheongnyangni)
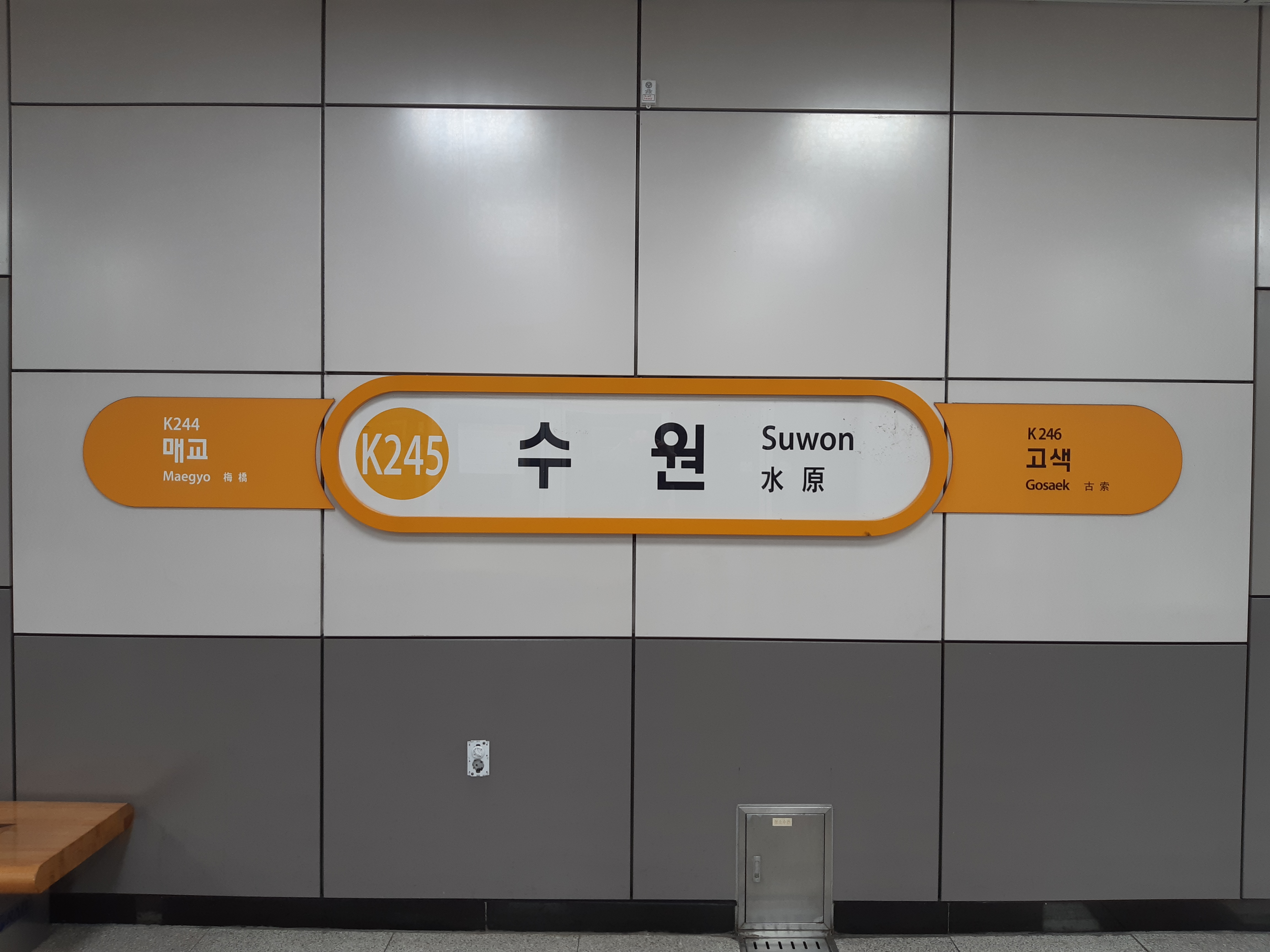
Bảng tên ga tuyến Suin·Bundang (hướng Incheon)
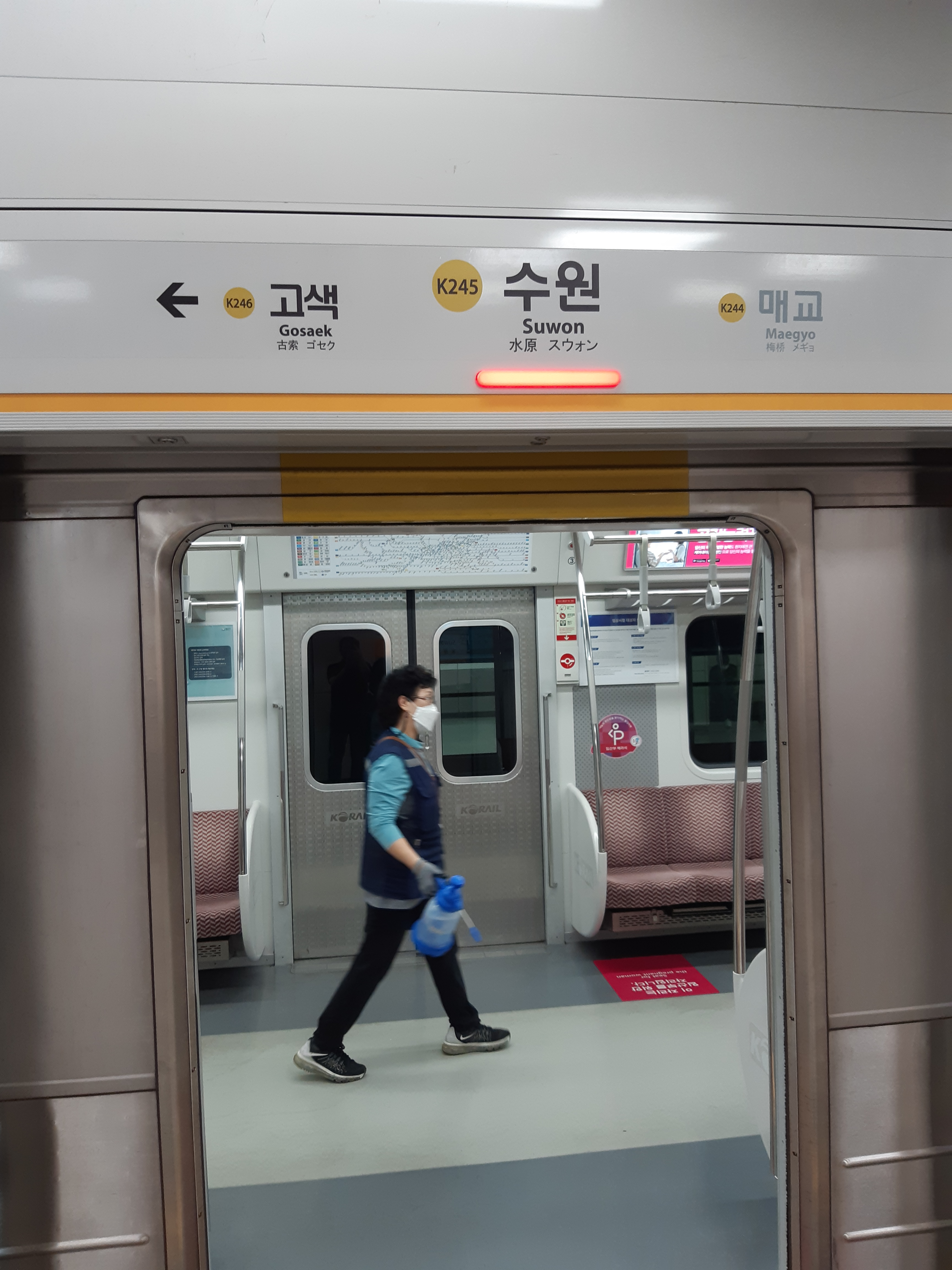
Cửa chắn tuyến Suin·Bundang (hướng Incheon)
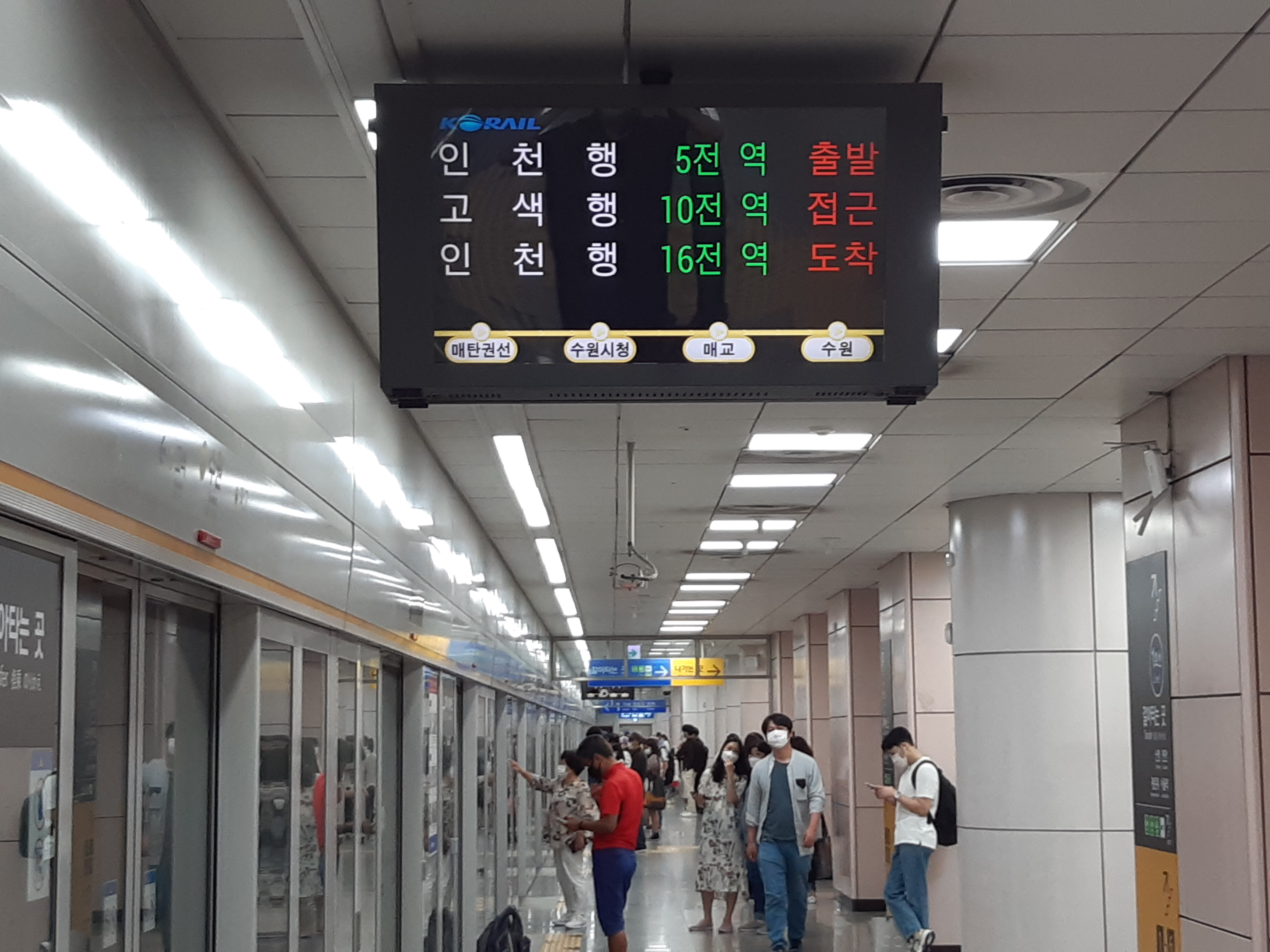
Sân ga tuyến Suin·Bundang (hướng Incheon)
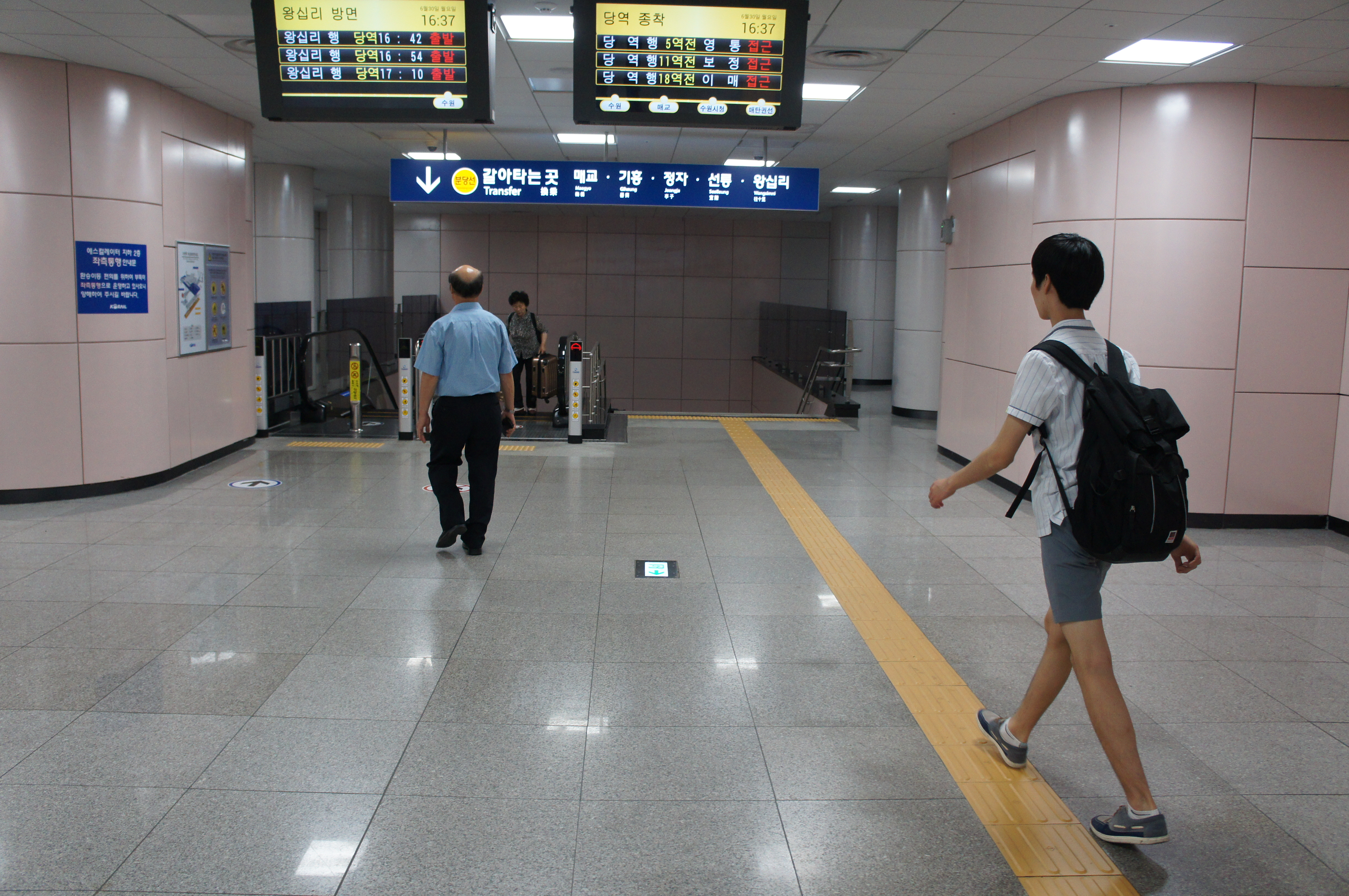
Lối đi chuyển tuyến (B2F) (từ sân ga hướng Incheon)
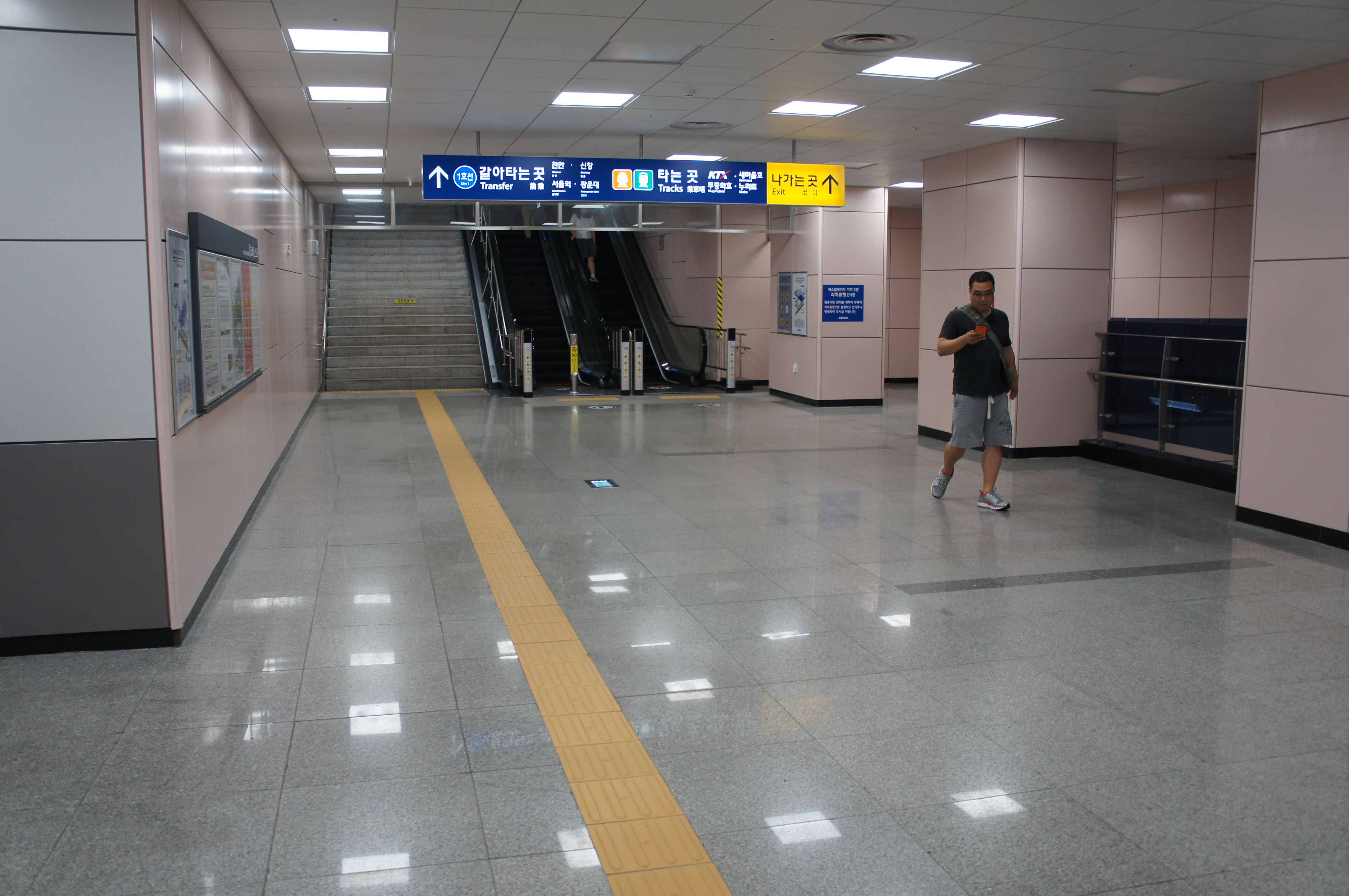
Hành lang trung chuyển (tầng hầm 3)
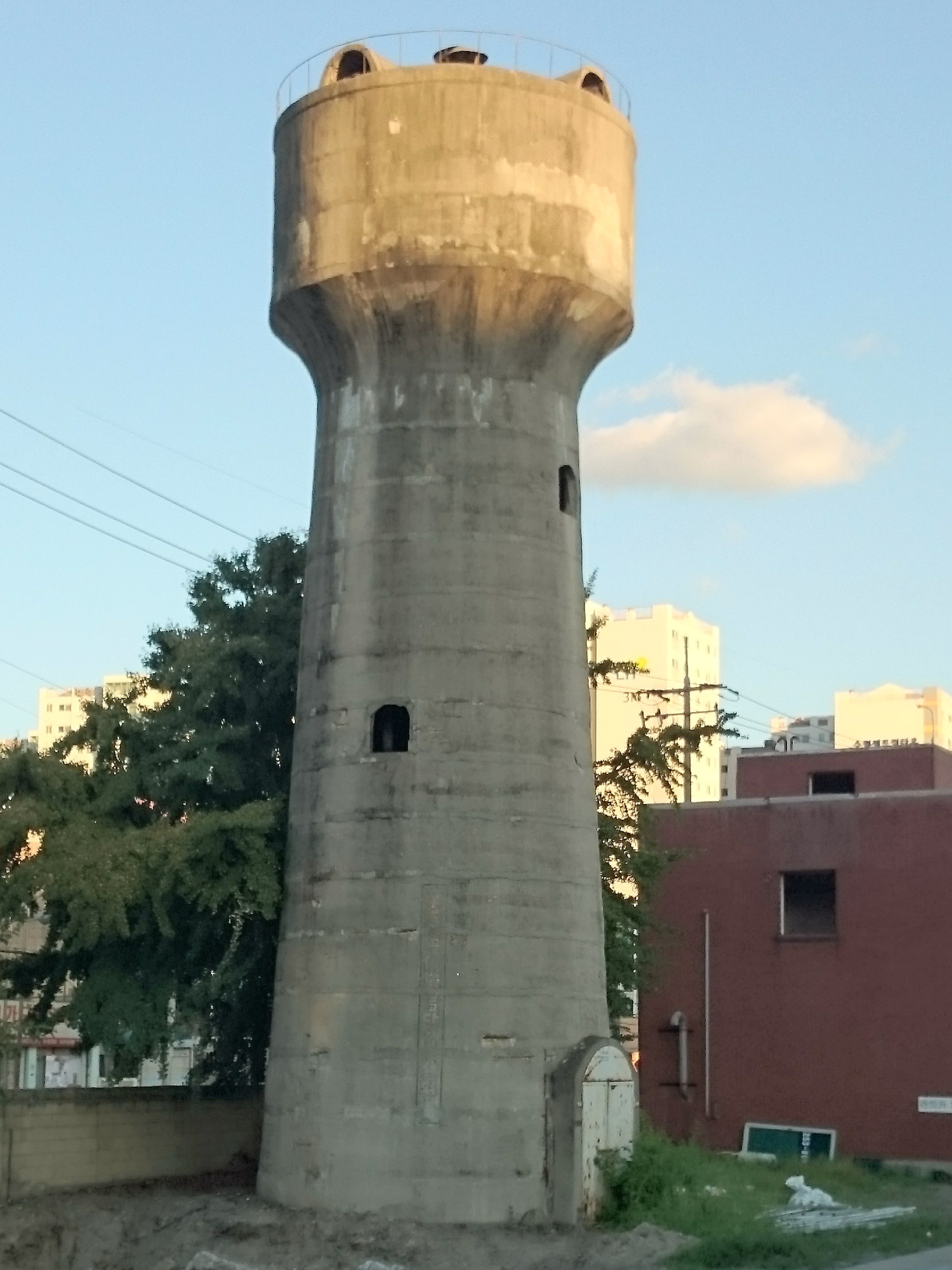
Tháp nước bê tông (khổ tiêu chuẩn)
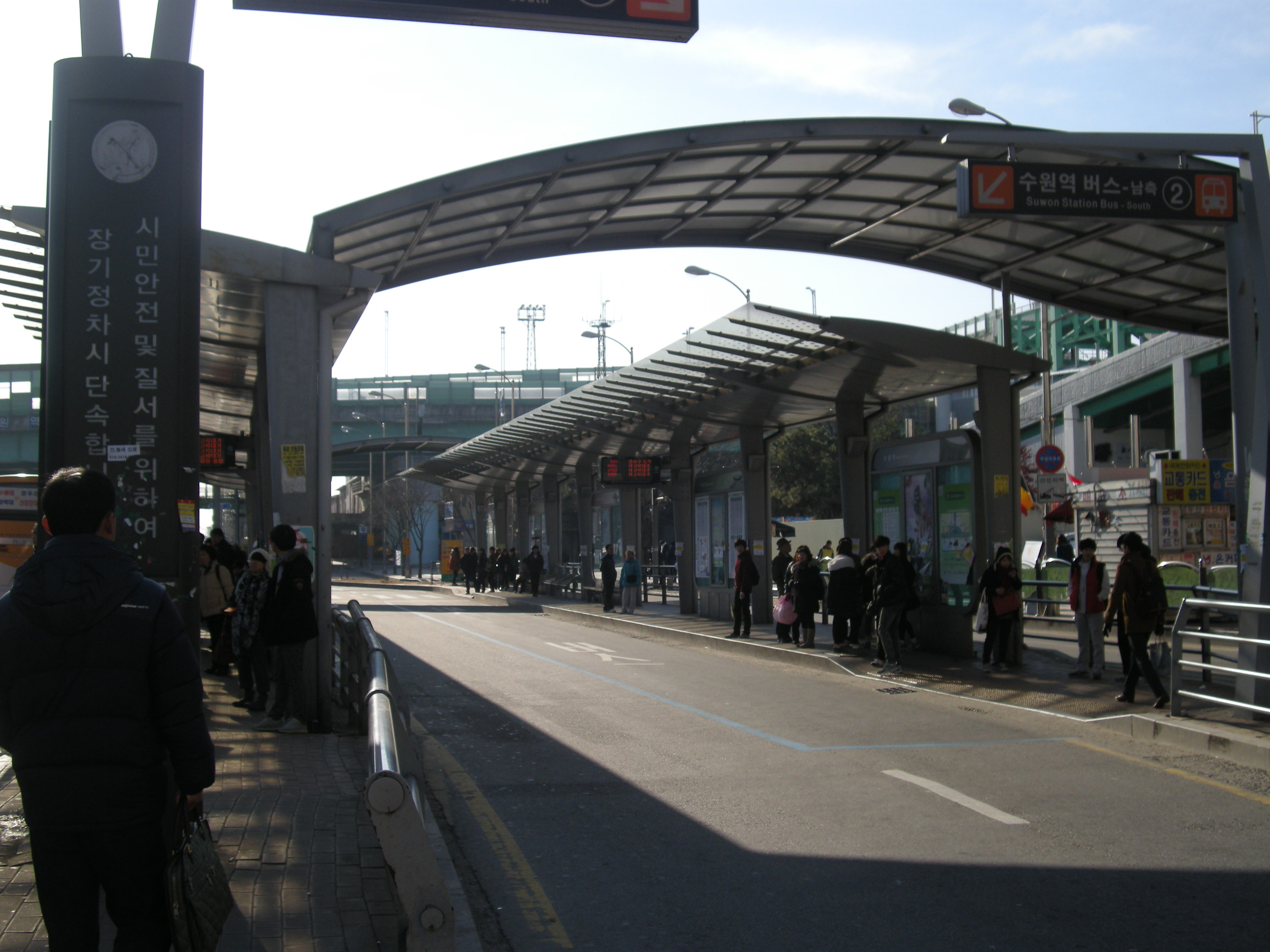
Trạm dừng xe buýt phía Nam 2 ga Suwon
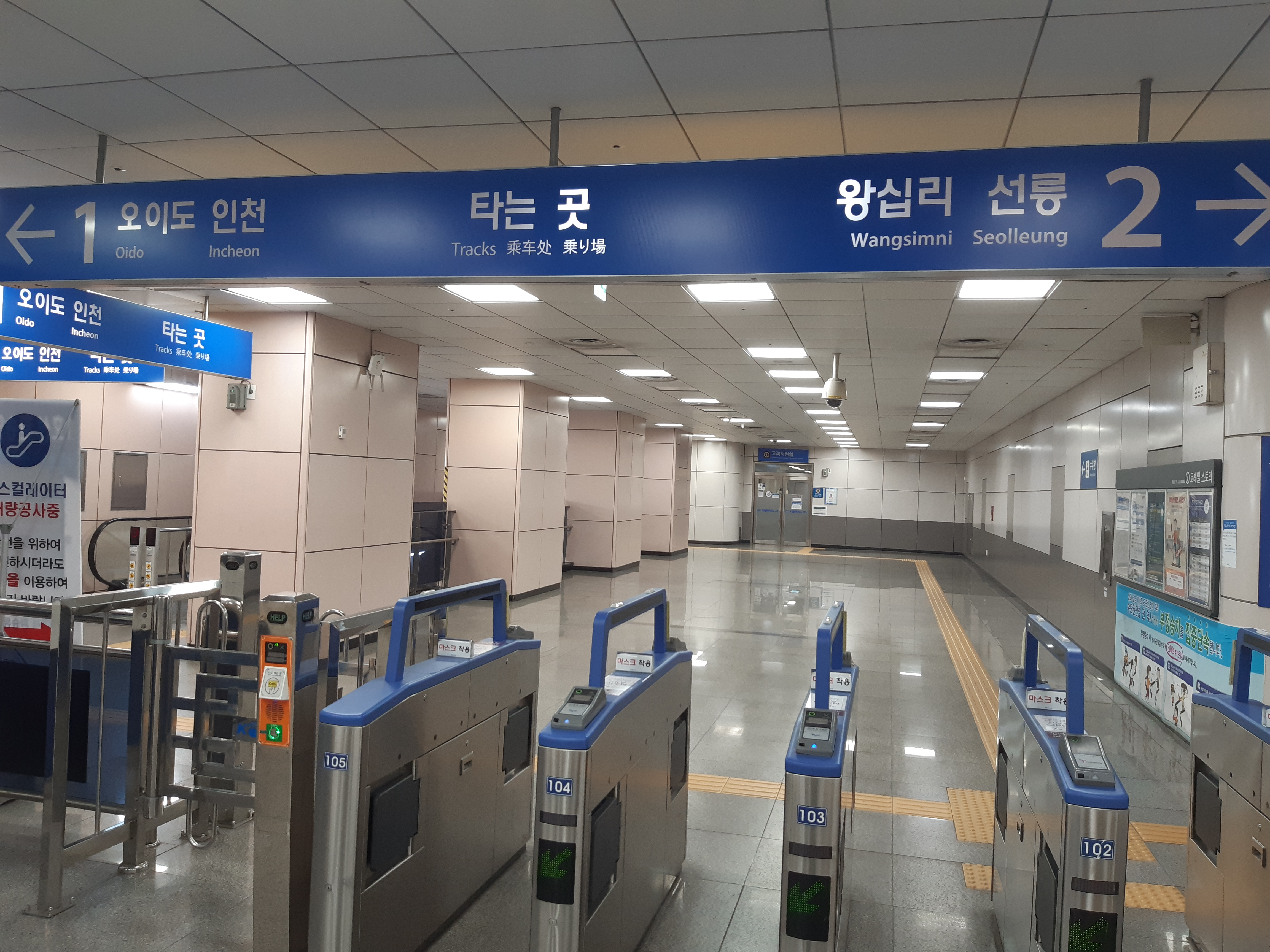
Cổng soát vé tuyến Suin·Bundang